# Football League Trophy
El EFL Trophy, anteriorment Football League Trophy és una competició futbolística anglesa en la qual prenen part els equips de les dues categories inferiors de la Football League i en algunes ocasions pels millors clubs de la Conference National. Originàriament s'anomenà Associate Members' Cup. El 1992 adoptà el nom English Football League Trophy i el 1916 EFL Trophy. És la competició continuadora del Football League Group Trophy.
Habitualment és coneguda pels seus patrocinadors:
- Associate Members' Cup (1983–1984)
- Freight Rover Trophy (1984–1987)
- Sherpa Van Trophy (1987–1989)
- Leyland DAF Cup (1989–1992)
- Autoglass Trophy (1992–1994)
- Auto Windscreens Shield (1994–2000)
- LDV Vans Trophy (2000–2007)
- Johnstone's Paint Trophy (2007–2016)
- Checkatrade Trophy (2016–2019)[2]
- Leasing.com Trophy (2019–2020)
- Papa Johns Trophy (2020–2023)[3]
- Bristol Street Motors Trophy (2023–2026)[4]

## Historial
Font:
- 1983–84: Bournemouth
- 1984–85: Wigan Athletic
- 1985–86: Bristol City
- 1986–87: Mansfield Town
- 1987–88: Wolverhampton Wanderers
- 1988–89: Bolton Wanderers
- 1989–90: Tranmere Rovers
- 1990–91: Birmingham City
- 1991–92: Stoke City
- 1992–93: Port Vale
- 1993–94: Swansea City
- 1994–95: Birmingham City (2)
- 1995–96: Rotherham United
- 1996–97: Carlisle United
- 1997–98: Grimsby Town (2)
- 1998–99: Wigan Athletic (2)
- 1999–00: Stoke City (2)
- 2000–01: Port Vale (2)
- 2001–02: Blackpool
- 2002–03: Bristol City (2)
- 2003–04: Blackpool (2)
- 2004–05: Wrexham
- 2005–06: Swansea City (2)
- 2006–07: Doncaster Rovers
- 2007–08: Milton Keynes Dons
- 2008–09: Luton Town
- 2009–10: Southampton
- 2010–11: Carlisle United (2)
- 2011–12: Chesterfield
- 2012–13: Crewe Alexandra
- 2013–14: Peterborough United
- 2014–15: Bristol City (3)
- 2015–16: Barnsley
- 2016–17: Coventry City
- 2017–18: Lincoln City
- 2018–19: Portsmouth
- 2019–20: Salford City
- 2020–21: Sunderland
- 2021–22: Rotherham United (2)
- 2022–23: Bolton Wanderers (2)
- 2023–24: Peterborough United (2)